# Катексис
В психодинамиката катексиса се дефинира като процес на влагане на психическа или емоционална енергия в човек, обект или идея. Гръцкият термин 'cathexis' е избран от Джеймс Страчи, за да изрази немският термин 'Besetzung' в своите преводи на пълните работи на Зигмунд Фройд. В психоанализата катексисът е заряда на енергията на либидото. Фройд често описва функционирането на психосексуалните енергии в механични термини, повлиян, може би, от аналогиите с парния двигател в края на 19 век. По този начин той също мисли за либидото като за производител на енергии.
Фройд често представя фрустрацията на либидалните желания като блокиране на енергиите, които евентуално биха се увеличили и изисквали освобождаване по алтернативни начини. Това освобождаване може да се появи, например чрез регресия или „рекатексиране“ на предишни позиции, като фиксация в оралната фаза или в аналната фаза и наслаждаването на предишни сексуални обекти („обектен катексис“), включително автоеротизъм.
Когато егото блокира такива опити, да се разреди нечии катексис чрез регресия, тоест, когато самото его иска да блокира такива желания, Фройд използва термина „антикатексис“. Като парният двигател, катексиса на либидото дотогава се засилва, докато намери алтернативни отдушници, които водят до сублимация или до формирането понякога на блокиращи симптоми.